# Johanna de Geus
Johanna de Geus (Den Haag, 23 oktober 1903 – aldaar, 29 juni 1986) was een Nederlands zangeres. Haar stembereik was sopraan.
Ze was dochter van arts Gerard Antoine de Geus en Hermina Maria Johanna Gritters Doublet.
Ze kreeg haar muziekopleiding van Thom Denijs (zij schreef in 1935 een In Memoriam voor hem in dagblad Het Vaderland) en mevrouw Lotte Bunzel (Laura Wallerstein). Andere vakken leerde ze van Peter van Anrooy (muziektheorie en orkestpartituur) en Lothar Wallenstein (muziekdramatische kunst). Ze trad vanaf 1922 voornamelijk als liederenzangeres op, waarvoor op den duur in het buitenland (Frankrijk en Zwitserland) meer belangstelling voor bestond. In 1932 zong ze in Den Haag liederen van Alphons Diepenbrock en Emile Enthoven. Ze zong af en toe ook opera, zoals de rollen van Xenia en Feodor in Modest Moessorgski's Boris Godoenov (1934). Op 22 april 1934 vond haar enige optreden plaats in het Amsterdams Concertgebouwplaats. Ze zong een recitatief en aria uit Der Freischütz van Carl Maria von Weber onder leiding van Eduard van Beinum. Ze liet zich veelvuldig begeleiden door Rie Beute. In 1936 was componist/pianist Hendrik Andriessen voor enkele concerten haar begeleider. In 1953 zong ze in Mulhouse en Bern liederen van Bernhard van den Sigtenhorst Meyer en Johann Sebastian Bach. In 1958 stond ze nog met pianist Henri Poldermans in Maison Pleyel in Parijs. Ze zong toen liederen van Claude Debussy, Arthur Honegger, Darius Milhaud, Alexander Voormolen, Constantijn Huygens en Willem Pijper. Een uitschieter (wat betreft afstand) was een concert in Wenen, alwaar opnieuw Hugo Wolf, Honegger en Pijper te horen waren. In 1962 schreef ze een necrologie over Willem Frederik Breman.
Ze was medeoprichter van de Vereniging voor Protestantse Kerkmuziek (1935), die later overging in de Interkerkelijke Stichting voor het Liedboek en de Professor van der Louw Stichting. Ze bekleedde in die stichtingen tevens de functie van secretaris. Ook was ze betrokken bij Stichting Volksmuziekscholen in Den Haag.
Ze schreef een beperkt aantal artikelen over muziek van bladen in Nederland en Frankrijk. Léon Orthel droeg zijn Twee liederen (Der Tod der Geliebten en Ist ein Schloss) op tekst van Rainer Maria Rilke opus 33 aan haar op.
- International Standard Name Identifier: 0000 0003 9037 7807
- Nederlandse Thesaurus van Auteursnamen: 120398966
- Virtual International Authority File: 284014374
- WorldCat: E39PBJfhbvXt8PJ9kdkJhwXTpP